# Paweł Mielewczyk
Paweł Mielewczyk – polski aktor musicalowy, dubbingowy, muzyk i wokalista. Znany z ról teatralnych m.in. Radamesa w Aidzie i Faceta w Once w Teatrze Muzycznym „Roma”.

## Życiorys
Ukończył Państwową Szkołę Muzyczną I stopnia im F. Chopina w Wejherowie, a następnie Państwową Szkołę Muzyczną II stopnia w Gdańsku i  Akademię Muzyczną im. Stanisława Moniuszki w Gdańsku.
Do 2012 roku występował w Teatrze Muzycznym im. Danuty Baduszkowej w Gdyni. W 2015 roku dołączył do zespołu wokalano-aktorskiego Teatru Muzycznego „Roma” w Warszawie, gdzie zadebiutował w roli Sky’a w musicalu Mamma Mia!.

## Role teatralne
Źródło:
| Rok       | Przedstawienie                              | Rola            | Teatr                                         |
| --------- | ------------------------------------------- | --------------- | --------------------------------------------- |
| 2009      | My Fair Lady                                |                 | Teatr Muzyczny im. Danuty Baduszkowej w Gdyni |
| 2010      | Lalka                                       |                 | Teatr Muzyczny im. Danuty Baduszkowej w Gdyni |
| 2010      | Mały Książę                                 |                 | Teatr Muzyczny im. Danuty Baduszkowej w Gdyni |
| 2010      | Spamalot, czyli Monty Python i Święty Graal |                 | Teatr Muzyczny im. Danuty Baduszkowej w Gdyni |
| 2011      | Grease                                      | Roger           | Teatr Muzyczny im. Danuty Baduszkowej w Gdyni |
| 2011      | Shrek                                       | Świnka          | Teatr Muzyczny im. Danuty Baduszkowej w Gdyni |
| 2015–2017 | Mamma Mia!                                  | Sky             | Teatr Muzyczny „Roma”                         |
| 2017–2019 | Piloci                                      | Jan             | Teatr Muzyczny „Roma”                         |
| 2019–2023 | Przypadki Robinsona Crusoe                  | Robinson Crusoe | Teatr Muzyczny „Roma” (Nova Scena)            |
| 2019–2023 | Aida                                        | Radames         | Teatr Muzyczny „Roma”                         |
| 2020–     | Once                                        | Facet           | Teatr Muzyczny „Roma” (Nova Scena)            |
| 2021–2022 | Waitress                                    | Earl            | Teatr Muzyczny „Roma”                         |
| 2022–     | West Side Story                             | Riff            | Opera i Filharmonia Podlaska                  |